# Raorchestes viridis
Raorchestes viridis é uma espécie de anfíbio da família Rhacophoridae.
É endémica do Sri Lanka.
Os seus habitats naturais são: florestas secundárias altamente degradadas.
Está ameaçada por perda de habitat.